# مارکسیست‌ها (کتاب میلز)
مارکسیست‌ها (به انگلیسی: The Marxists) کتابی است که در سال ۱۹۶۲ در مورد مارکسیسم توسط جامعه‌شناس آمریکایی، سی. رایت میلز (۲۸ آگوست ۱۹۱۶–۲۰ مارس ۱۹۶۲) نوشته شده‌است.

## شالوده
مارکسیست‌ها (۱۹۶۲) توضیح میلز از مدل‌های جامعه‌شناسی است که از تصاویر انسان و برای انتقاد از لیبرالیسم مدرن و مارکسیسم از آن استفاده می‌کند. به باور او مدل لیبرالیستی نمی‌تواند دید کلی از جامعه ایجاد کند بلکه بیشتر یک ایدئولوژی برای طبقه متوسط کارآفرین است. با اینکه شاید دیدگاه کلی مارکسیسم اشکال داشته باشد ولی این مدل برای ساختار اجتماعی، مکانیسم‌های تاریخ جامعه و نقش افراد کاربرد دارد. یکی از مسایل میلز در مدل مارکسیستی این است که برای توضیح نظام سرمایه‌داری از واحدهای کوچک و خودمختاری استفاده می‌کند که بسیار ساده است.
ر ددامه ا
وا
در مورد کارل مارکس به عنوان یک جبرگرا بحث می‌کند.

## پذیرش
دیوید مک‌للان (دانشمند علوم سیاسی) مارکسیست‌ها را ستود، و گزارش خود را از ایده‌های کارل مارکس حاد خواند. 

## ترجمه فارسی
- مارکسیست‌ها: سی رایت میلز، ترجمه خشایار دیهیمی، تهران: لوح فکر، ۱۳۸۲، ۲۴۰ صفحه. ISBN 9789649403113